# Сычёв, Пётр Иванович
Пётр Иванович Сычёв (19.01.1906 — 04.08.1969) — организатор колхозного производства, Герой Социалистического Труда (1966).
Уроженец Козельского района (Калужская область). Участник Великой Отечественной войны с августа 1941 г. Звание — сержант, старший сержант. Четыре раза был ранен. Награды:
- медаль «За отвагу»
- медаль «За боевые заслуги» (август 1943)
- орден Красной Звезды (21.08.1944, начальник отделения роты связи 879-го сп 158-й Лиозненской сд).

Демобилизовался в 1944 году по ранению. Был назначен директором Козельского райпромкомбината.
В 1950 году как опытный руководитель направлен на подъем сельского хозяйства. Избран председателем колхоза им. Орджоникидзе, созданного в результате объединения нескольких мелких сельхозартелей. В укрупненном колхозе было 835 крестьянских хозяйств с 1557 трудоспособными, 163 лошади, 129 рабочих волов, своя гидроэлектростанция, 560 голов КРС, 4049 га земли, в том числе 1860 га пашни, 1231 га сенокосов.
В 1966 году удостоен звания Героя Социалистического труда. 25 мая 1967 года возглавляемый им колхоз имени Орджоникидзе Козельского района награждён орденом Трудового Красного Знамени.
Дата смерти П. И. Сычёва 4 августа 1969г.